# Tutoría en línea en vivo
Tutoría en línea en vivo (o tutoría sincrónica) es el proceso de tutorear en un entorno en línea, con profesores y estudiantes interactuando en tiempo real. sin estar necesariamente  en el mismo sitio. El elemento "en tiempo real", mientras que presenta un reto técnico significativo, diferencia a la tutoría en vivo de la tradicional, al intentar imitar la interacción presencial tanto como sea posible, en lugar de simplemente facilitar la transferencia de conocimiento.

## Contexto
La tutoría en línea en vivo es un concepto relativamente reciente, originalmente iniciado por NetTutor en 1996 y popularizado por la plataforma en tiempo real en vivo Tutor.com desde 1998 en los EE. UU. Se ha desarrollado junto con tutorías en línea asíncronas y experiencias de aprendizaje mucho más extendidas, a su vez popularizadas por organizaciones como Khan Academy, universidades y otras instituciones educativas, con la introducción de los cursos en línea masivos y abiertos (MOOC). Estos esfuerzos se dirigieron principalmente a personas sin acceso local a maestros y tutores apropiados, en un intento por eliminar las barreras geográficas de la educación.
Sin embargo, la falta de cierta tecnología clave, como la comunicación remota confiable de audio y video, y la falta de acceso a Internet de gran ancho de banda estable y generalizado, impidieron que estos primeros esfuerzos incluyeran el componente importante del vivo en su oferta. Las primeras innovaciones provinieron de servicios de aprendizaje de idiomas remotos como Italki, donde una conexión de audio estable era suficiente para brindar un servicio razonable. En la mayoría de los contextos, la tutoría en línea era, por lo tanto, fundamentalmente diferente de la tutoría presencial, ya que se parecía más a la enseñanza por correspondencia que a un aula de clase. 
Hoy en día, hay cientos de empresas e instituciones académicas en todo el mundo que ofrecen propuestas de aprendizaje remoto en vivo en una amplia gama de temas, tanto en contextos de aprendizaje académico como en situaciones de aprendizaje informal, aprendizaje-servicio, aprendizaje a lo largo de la vida. 
Una experiencia innovadora de tutoría en línea en vivo es la que se desarrolla desde el Programa de Telesalud del Ministerios de Salud y Desarrollo Social de la Nación desde el cual se ofrece el servicio de teleasistencia, es decir, la posibilidad de realizar interconsultas de manera remota con integrantes del equipo de salud de otras instituciones, mediante la plataforma de teleconsultas.

## Funcionalidad común
Los servicios de tutoría en línea en vivo existentes, con frecuencia, incluyen las siguientes funciones para conectar a estudiantes y tutores:
- Enlace de video
- Enlace de audio
- Charla de texto
- Pantalla interactiva
- Retroalimentación
- Moderador

Algunos servicios también proporcionan:
- Compartir, subir y descargar documentos
- Edición sincronizada de documentos
- Capturar y compartir pantallas
- Herramientas de matemática (editores de ecuaciones, graficadores, etc.)
- Posibilidad de armar con los participantes pequeños grupos de trabajo sincrónico

El entorno general tiene como objetivo reproducir el nivel de interacción presente en una sesión cara a cara, y es fundamentalmente diferente de los paquetes de software y servicios para la difusión de pantallas y videoconferencias, como WebEx, donde el enfoque se centra en la transmisión unidireccional de información.

## Comparación con tutorías presenciales
La tutoría en línea en vivo tiene varias ventajas sobre la tutoría presencial, aunque presenta deficiencias en relación con el beneficio que agrega la comunicación no verbal.
| Atributo                                                              | Tutoría en línea en vivo                                                                                   | Tutoría cara a cara |
| --------------------------------------------------------------------- | --- | --- |
| Comunicación verbal                                                   | Enlace de audio                                                                                            | Conversación |
| Comunicación visual no escrita                                        | Enlace de video                                                                                            | Lenguaje corporal |
| Comunicación escrita                                                  | Chat de texto, pantallas interactivas, editar documentos compartidos                                       | Lectura y escritura conjunta |
| Control de calidad y seguimiento de lecciones                         | Las lecciones pueden ser grabadas o monitoreadas de manera discreta                                        | Las lecciones deben ser registradas u observadas en persona por un agente externo                                                   |
| Asimetría de la clase                                                 | La experiencia del tutor y del estudiante durante lección puede diferir significativamente                 | La experiencia del tutor y del estudiante durante la lección es ampliamente compartida                                              |
| Facilidad en la programación, planificación y ejecución de lecciones. | No se requiere viajar, recursos disponibles para el tutor de forma privada, durante las lecciones          | Se requiere viajar, el tutor tiene acceso a recursos limitados durante las lecciones                                                |
| Seguridad                                                             | No hay contacto físico, la lección puede ser monitoreada de manera discreta y detenida de manera inmediata | Contacto físico, el monitoreo con la capacidad de detener la lección de manera inmediata, requiere la supervisión de agente externo |

Con el desarrollo de la tecnología vestible, en particular los auriculares inteligentes, será posible una interacción más rica a medida que las empresas trabajen para imitar la interacción cara a cara más estrechamente. El servicio de aprendizaje de idiomas Duolingo, por ejemplo, es ya plenamente compatible con Google Glass.

## El rol del tutor en entornos virtuales
Estos nuevos entornos educativos exigen ciertas cualidades en los tutores/docentes ya que el medio de enseñanza- aprendizaje utilizado en este caso no es el de un aula convencional de pizarra, material didáctico físico y contacto cara a cara con el alumnado. Estamos hablando de nuevos escenarios pedagógicos mediados por las nuevas tecnologías, donde el rol docente/tutor es clave y determinante para el logro de los objetivos pedagógicos esperados.
El tutor/docente en este caso pasa a ser, por un lado, facilitador, orientador, evaluador y motivador para lograr la transmisión de saberes y conocimientos y a su vez mantener a los estudiantes incentivados; y por otro lado,se constituye como mediador para promover una sana interacción entre los participantes. El intercambio con los estudiantes debe ser una constante retroalimentación, generando entornos propicios para su interacción, moderando el flujo de información y a su vez dinamizando el intercambio, proponiendo nuevas líneas de discusión y fomentando la construcción colaborativa de nuevos saberes. De esta manera los estudiantes se vuelven partícipes activos en el proceso de aprendizaje.
Las nuevas tecnologías favorecen el desarrollo de estos entornos virtuales ya que proveen herramientas y un buen soporte para la interacción entre los estudiantes, el tutor y la construcción conjunta del conocimiento. Es por ello que un tutor con un buen manejo de las TIC, podrá hacer de sus clases entornos más provechosos y ricos en recursos y así facilitar la adquisición de los conocimientos propuestos. 

## Plataformas para la tutoría en línea en vivo
En los últimos años hubo un gran desarrollo de herramientas que permiten la comunicación por medio de videoconferencias, y sobre todo, de videoconferencias multiusuarios que se utilizan de manera complementaria o bien integradas en las plataformas desde las cuales se ofrece la propuesta de formación.
Algunas plataformas para la tutoría en línea en vivo son:
- Google Meet: es el servicio de conferencias de Google. Permite hacer llamadas entre usuarios de gmail, armar conferencias, y compartir enlaces de llamada a personas que no son usuarias.
- Zoom: esta plataforma es ideal para videoconferencias y reuniones en distintas salas. Ofrece una versión gratuita que permite hacer reuniones de hasta 40 minutos y para 100 usuarios. Tiene planes pagos para realizar webinarios, agregar capacidad de almacenamiento, trabajar en pequeños grupos y más.
- Jitsi: aplicación de videoconferencia, VoIP, y mensajería instantánea. Es software libre y de código abierto.
- GotoMeeting: permite reuniones con videos sencillas, rápidas, y confiables.
- Adobe Connect: habilita conferencias en línea en directo entre varios usuarios. Contiene diversos paneles de visualización (pods) y componentes. Hay varios diseños predeterminados de salas de reuniones.
- BigBlueButton: es un sistema de conferencias de código abierto, basado en el sistema operativo GNU/Linux. Se ejecuta en Ubuntu 16.04 de 64 bits y se puede integrar a plataformas de gestión de aprendizaje (LMS) de código abierto como Chamilo y Moodle.[13]